# 韓麟春

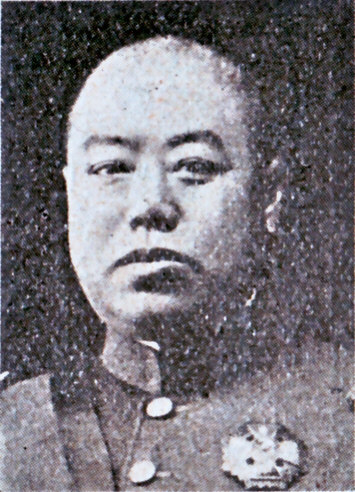
韓麟春

韓麟春（1885年—1930年1月18日）字芳辰，奉天省盛京将軍管轄区奉天府遼陽人，中華民国军事将领。

## 生平

### 北京政府中央的事迹
韓麟春生于一个富農家庭，学业成绩優秀。1904年（光緒30年），赴日本学习軍事，先后入東京振武学校、陸軍士官学校第6期砲兵科。1907年（光緒33年）毕业。归国後，历任陸軍部軍械司科員、軍械司司長、陸軍講武堂教務長。
中華民国建国後，韓麟春在陸軍部历任各職，因研究并制造韓麟春造步枪，获得勳五位。1916年（民国5年）6月，升任陸軍部参事。1919年（民国8年），赴欧洲考察軍事。1921年（民国10年）12月，梁士詒内閣成立，鮑貴卿任陸軍总長，韓麟春被起用为陸軍次長。第一次直奉战争後的1922年（民国11年）5月2日，韓麟春被罷免。

### 对奉軍強化的貢献
1922年，经奉系楊宇霆的推薦，韓麟春在張作霖手下担任東三省兵工厂督办。韓麟春招聘日本、德国等国技師，购入設備，从事兵器製造與兵器維修業務。在張作霖的全力支持下，東三省兵工廠成為當時民國軍閥勢力中規模最大的兵工廠。東三省陸軍整理处設立后，孫烈臣任统監，姜登選及韓麟春任副统監。以吉林督軍兼任统监职务的孫烈臣不常过问整理处的事務，姜登選及韓麟春事实上掌握大权。二人为第一次直奉战争敗北后奉军的重建及精鋭化做出贡献。
1924年（民国13年）9月，第二次直奉战争爆发，姜登選及韓麟春被任命为奉军第1軍的正、副軍長，最终奉军获胜。但是因為作战及軍官人事问题，姜登選及韓麟春与同僚郭松龄发生严重对立。1925年（民国14年）11月，郭松龄於出兵對抗反奉聯軍時反叛，轉向奉天進攻，同樣被派往對抗反奉聯軍的姜登選被郭松龄逮捕并枪杀。韓麟春此时因病暂時离職，从而逃过一劫。郭松龄兵变被镇压後，韓麟春被任命为第4方面軍軍团長，与第3方面軍軍团長張学良结成联合軍团。

### 联合軍团时期的活動
1926年（民国15年）1月，馮玉祥下野，其手下的国民軍遭到奉系及北方各派合力围剿。張学良、韓麟春在昌平南口同国民軍激战，在韓麟春指揮下，于8月击败国民军。另外，在这场战斗期間，吴俊陞手下的軍队展开抢劫等活动，幸得張学良、韓麟春及时将参与抢劫的軍官肃清，才保住奉军的威信。1926年8月21日，韓麟春获授将军府麟威将军。
1926年12月1日，張作霖就任安国軍总司令，韓麟春升为陸軍上将。1927年（民国16年），張学良、韓麟春与各地中国国民党的北伐軍激战。由于在作战上意见对立，二人关系逐渐恶化。同年6月，韓麟春被任命为安国軍第4軍团長。8月，韓麟春与中国国民党派遣的何成濬（陸軍士官学校時代的同期同学）密会。此为後来東北軍与中国国民党交涉的开始。

### 去世时间争议
1930年（民国19年）1月18日，韓麟春在沈阳市病逝，享年46岁。另据日本大阪朝日新闻1927年12月27日报道，韩麟春于24日晚结束高官晚宴回家后感到焦虑、痛苦。25日全天处于昏睡状态，并于晚间因脑溢血死亡。文章猜测韩麟春可能遭到张作霖毒杀。